# Ніклас Шмідт
Ніклас Уве Шмідт (нім. Niklas Uwe Schmidt, нар. 1 березня 1998, Кассель, Німеччина) — німецький футболіст, півзахисник французького клубу «Тулуза».

## Ігрова кар'єра

### Клубна
Ніклас Шмідт народився у містечку Кассель в центрі Німеччини. Вихованець футбольної школи клубу «Вердер», де почав виступати за дублюючий склад у 2016 році.
У вересні 2016 року відбувся дебют Шмідта на професійному рівні. Він вийшов на заміну у матчі чемпіонату Німеччини проти «Вольфсбурга». В подальшому для набору ігрової практики Шмідт був відправлений в оренду. Сезон 2018/19 він провів, граючи у клубі Ліги 3 «Веен». Влітку 2019 року стало відомо, що футболіст погодився на „довготривале“ продовження контракту з «Вердером», а сам відбув в оренду на два роки у клуб Другої бундесліги «Оснабрюк». У 2021 році футболіст повернувся до складу «Вердера» і підписав з клубом новий контракт.
У серпні 2023 року Шмідт перейшов до клубу французької Ліги 1 «Тулуза». Першу гру в новій команді півзахисник провів 13 серпня проти «Нанта».

### Збірна
У 2015 році у складі юнацької збірної Німеччини (U-17) Ніклас Шмідт став срібним призером юнацької першості Європи в Болгарії.

## Титули
Німеччина (U-17)
 Срібний призер молодіжного чемпіонату Європи: 2015